# スヴァールバル諸島

スヴァールバル諸島
Svalbard
Шпицберген

国の標語 : 不明国歌 : Ja, vi elsker dette landet
そう、我らはこの地を愛す

位置の概念図凡例：スヴァールバル諸島（暗緑色）、ヨーロッパ（濃灰色）。
注1. 

スヴァールバル諸島（スヴァールバルしょとう、Svalbard ノルウェー語発音: [²svɑːlbɑr] ( 音声ファイル)、[ˈsvɑːlbɑːr] SVAHL-bar）は、北極圏にあるノルウェー領の群島。北極海のヨーロッパ寄りに位置し（北緯74°–81°、東経10°–35°）、東はバレンツ海、西にあるグリーンランドとの間はフラム海峡、南西はグリーンランド海、南東はノルウェー海に囲まれている。

## 概要
諸島中最大で唯一の有人島であるスピッツベルゲン島のほか、北東島やエッジ島などのほぼ不毛の島々からなり、ノルウェー本土との間に属島のビュルネイ島がある。1925年より法的には完全なノルウェー領土の一部であるが、スヴァールバル条約のもと法制度や行政機構は本土と異なる。地理的にノルウェー本土のどの県にも属さず、非法人地域としてノルウェー政府が任命するスヴァールバル知事（英語版）が首長として行政を司る。あるいはまたシェンゲン圏も北欧旅券協定（英語版）、欧州経済地域のいずれも対象外である。2002年以来、スヴァールバルの中心都市ロングイェールビーンは選挙制をしく地域自治体（英語版）であり、本土の地方自治体（英語版）と類似の役割を果たしてきた。2019年時点の人種構成はノルウェー人56.9%、その他43.1% （ロシア人、ウクライナ人他を含む）。
人が定住する地としてはかなり北に位置し、最大の町ロングイェールビーンは北緯78.22°東経15.65°にある。その他の主な定住地には、かつての炭鉱町ニーオーレスンと採炭地 Sveagruva、ロシア人が暮らし独立性が高いバレンツブルクがある。ニーオーレスンは地球上で一般人が暮らす最北の定住地とされ、極地科学の国際研究拠点であり、オゾン層破壊や大気など環境分野に関する研究が進められている。人の住む場所はさらに北にもあるが、いずれも任期単位で赴任する研究者が滞在する。総面積6万1,022 km2、標高1,717m、人口は2,556人（2025年時点）である。

## 地理

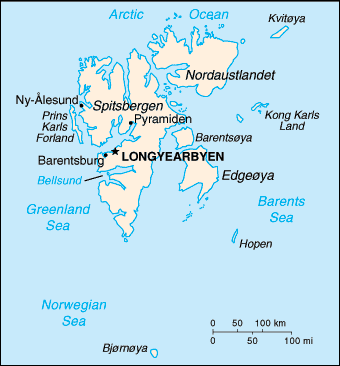
スヴァールバル諸島

1920年のスヴァールバル条約は北緯74°–81°、東経10°–35°の範囲の全ての島、小島、岩礁をスヴァールバル諸島と定義しており、ビュルネイ島とホーペン島の気象観測所を除くと、居留地はすべてスピッツベルゲン島にある。スヴァールバル条約が発効した時点で、ノルウェーは諸島の95.2%にあたる未開拓地をすべて占有しており、そのほかはそれぞれノルウェーの公営石炭採掘会社ストーレノシュケが4%、ロシアの石炭採掘会社アルクティクゴルが0.4%、その他の個人が0.4%ずつ所有している。
スヴァールバル諸島は北極圏に位置するため、夏季には白夜、冬季には極夜になる。北緯74度では白夜が99日、極夜が84日続き、81度ではそれぞれ141日と128日である。ロングイェールビーンでは、白夜が4月20日から8月23日まで、極夜は10月26日から2月15日まで続く。冬季には満月と反射した雪の組み合わせで光量が増えることがある。また高緯度と地球の傾斜角により、スヴァールバルには長時間の薄明がある。ロングイェールビーンでは極夜の初日と最終日には7時間半の薄明になる一方、薄明は白夜より2週間ほど長く続く。夏至の太陽は真夜中でも太陽角12度までしか沈まず、夜間はノルウェー本土のオーロラ地域よりもはるかに高く位置し、日中は35度と低いままである。
スヴァールバル諸島の全面積の6割におよぶ3万6,502  km2は氷河で覆われ、3割が不毛の岩場、残りの1割に植生が見られる。最大の氷河は北東島にあるアウストフォナ氷河（8,412 km2）であり、オラフ5世ランド（Olav V Land）とヴェスフォナ氷河（Vestfonna）がそれに続く。夏の間はスピッツベルゲン島南部のソールカップ（Sørkapp）から北に向かって雪や氷河に覆われないわずかな区域を除き、スキーが楽しめる。北東島よりさらに東にあるクヴィト島は99.3%が氷河で覆われる。 
スヴァールバル諸島の地形は、第四氷期に氷河が高原であった土地をフィヨルドや山谷として切り裂き形成された。諸島全体は北極巨大火成岩岩石区の一部。2009年3月6日のマグニチュード6.5の地震は観測史上ノルウェー最大であった。

### 気候

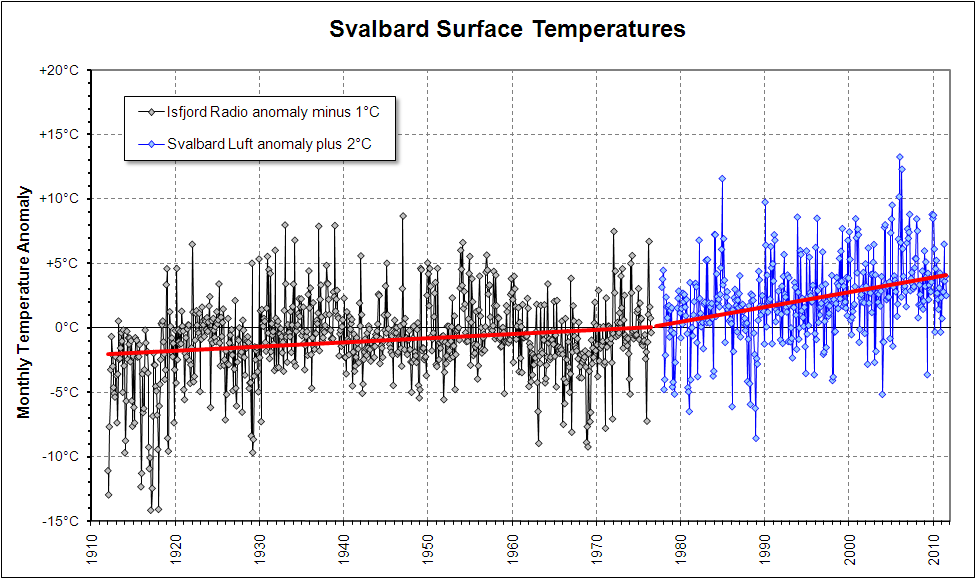
スヴァールバル諸島の気温は100年間で6、最近30年間では4上昇している。

スヴァールバル諸島はツンドラ気候（ET）であり、冬の最低気温は-30℃以下になる。1日の平均気温は、夏は5°C、冬は-12°Cほどである。
北大西洋海流最北の支流である西スピッツベルゲン海流は、冬季のスヴァールバル諸島の気温を和らげる。冬の気温はロシアやカナダにある同緯度地域よりも2度高い。大西洋の温かい海水のため、1年のうちかなりの期間が航海可能である。内陸部のフィヨルドと渓谷は山々に守られるため海岸部よりも気温差が大きく、夏の気温は約2度高く、冬は3度低い。スピッツベルゲン島南部では北部や西部よりもわずかに気温が高い。冬の南北の温度差は通常5度、夏は約3度である。また、ビュルネイ島の平均気温は諸島の他の地点よりも高い。
2016年はスヴァールバル空港での記録上最も温暖な年であり、その平均気温0.0度は1961〜90年の記録を7.5度上回り、北極圏の場所に相当した。その年の最低気温は−18度であり、平年の1月、2月、3月の平均最低気温よりも高かった。同年の降雨日数と降雪日数は同じであり、少なくとも降雪日数が2倍となる平年のパターンとは大きく異なった。
| スヴァールバルの気候                                  | スヴァールバルの気候 | スヴァールバルの気候 | スヴァールバルの気候 | スヴァールバルの気候 | スヴァールバルの気候 | スヴァールバルの気候 | スヴァールバルの気候 | スヴァールバルの気候 | スヴァールバルの気候 | スヴァールバルの気候 | スヴァールバルの気候 | スヴァールバルの気候 | スヴァールバルの気候 |
| 月                                                    | 1月                  | 2月                  | 3月                  | 4月                  | 5月                  | 6月                  | 7月                  | 8月                  | 9月                  | 10月                 | 11月                 | 12月                 | 年                   |
| ----------------------------------------------------- | -------------------- | -------------------- | -------------------- | -------------------- | -------------------- | -------------------- | -------------------- | -------------------- | -------------------- | -------------------- | -------------------- | -------------------- | -------------------- |
| 平均最高気温 °C （°F）                                | −13.0 (8.6)          | −13.0 (8.6)          | −13.0 (8.6)          | −9.0 (15.8)          | −3.0 (26.6)          | 3.0 (37.4)           | 7.0 (44.6)           | 6.0 (42.8)           | 1.0 (33.8)           | −4.0 (24.8)          | −8.0 (17.6)          | −11.0 (12.2)         | −4.7 (23.45)         |
| 平均最低気温 °C （°F）                                | −20.0 (−4)           | −21.0 (−5.8)         | −20.0 (−4)           | −16.0 (3.2)          | −7.0 (19.4)          | −1.0 (30.2)          | 3.0 (37.4)           | 2.0 (35.6)           | −3.0 (26.6)          | −9.0 (15.8)          | −14.0 (6.8)          | −18.0 (−0.4)         | −10.3 (13.4)         |
| 降水量 mm （inch）                                    | 22.0 (0.866)         | 28.0 (1.102)         | 29.0 (1.142)         | 16.0 (0.63)          | 13.0 (0.512)         | 18.0 (0.709)         | 24.0 (0.945)         | 30.0 (1.181)         | 25.0 (0.984)         | 19.0 (0.748)         | 22.0 (0.866)         | 25.0 (0.984)         | 271 (10.669)         |
| 出典：Climate and daylight in Svalbard (Longyearbyen) |                      |                      |                      |                      |                      |                      |                      |                      |                      |                      |                      |                      |                      |

### 自然環境

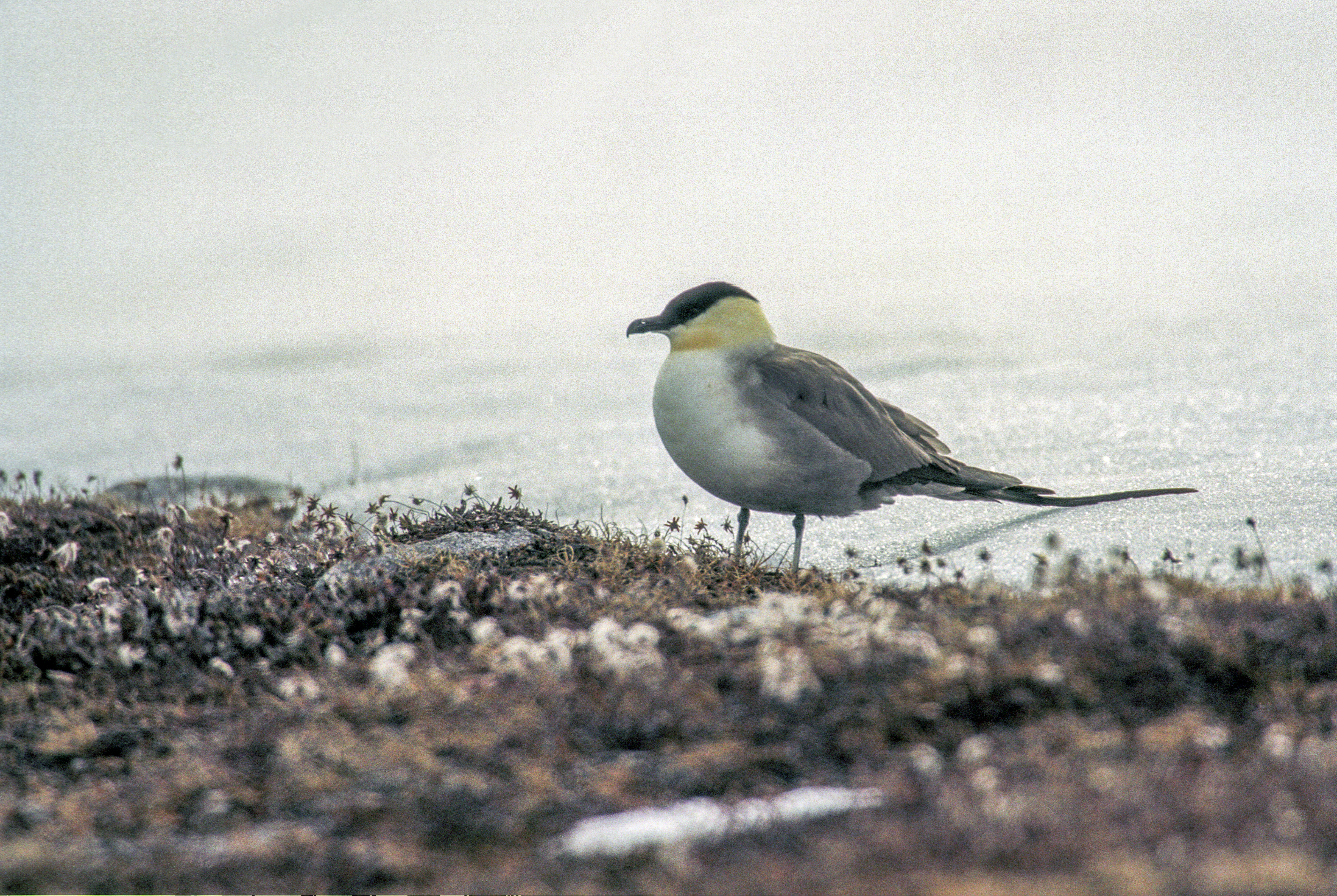
シロハラトウゾクカモメ

ヒトのほか、陸生哺乳類はホッキョクギツネ、スヴァールバルトナカイ、グルマントのみで見られる移入種のネズミ目の仲間（Southern vole）の3種が諸島に生息する。ホッキョクウサギやジャコウウシを導入しようとする試みは、どちらも失敗に終わった。海棲哺乳類には鰭脚類やセイウチ、クジラ、イルカ、ホッキョクグマなど15種–20種が生息している 。
ホッキョクグマはスヴァールバル諸島の象徴であり、主要な観光名物の1つである。動物たちは保護され、居留地の外に移動する人々はその攻撃から身を守るために適切な威嚇道具を持つことが要求される。最終手段として銃の携帯も勧められているが、2011年にイギリス人男子生徒がホッキョクグマに殺されたほか、2018年7月にはホッキョクグマが遊覧船客を引率した保護官に負傷させ、のちに射殺された事件などがあった。スヴァールバル諸島とゼムリャフランツァヨシファはおよそ3,000頭のホッキョクグマの共通個体群を抱えており、コングカルルス諸島が最も重要な繁殖地である。 
スヴァールバルトナカイ（R. tarandus platyrhynchus）は以前は絶滅寸前であったが別の亜種とわかり、
ホッキョクギツネと同様、現在は合法的に狩猟できる。また、ロシア人の居留地にはわずかながら家畜がいる。
スヴァールバル諸島では約80種の鳥類が観察でき、そのほとんどは渡り鳥である。バレンツ海は世界で最も海鳥が多い海域のひとつであり、晩夏には約2000万個体が生息する。そのうち16種がレッドリストに登録されている一方、よく見られるのはヒメウミスズメ、フルマカモメ、ハシブトウミガラス、ミツユビカモメなどである。海鳥にとって特に重要な生息地とはビュルネイ島、ホーペン島、ストルフィヨルデン、北西スピッツベルゲン国立公園が挙げられる。キョクアジサシは最も遠隔な南極大陸まで移動する。スヴァールバル諸島に渡り繁殖するのはユキホオジロとヒタキの仲間（英語版）の2種のみであり、ライチョウは同諸島にて越冬する唯一の鳥である。また2008年に発見されたジュラ紀のプリオサウルスの化石は、海棲爬虫類としては最大で、体長約15 mと推定される。
スヴァールバル諸島では北極の植物を有する永久凍土とツンドラがあり、165種の植物が確認されている。それらは諸島の約1割を占める、夏季に霜がないエリアのみに分布する。植生はIsfjorden周辺のNordenskiöld Land国立公園と、グアノの影響を受ける場所において最も豊かである。降水量は少ないものの、諸島は蒸発を抑制する寒冷なステップ気候であるため、植物にとって水を失いにくい環境である。生育期は非常に短く、数週間しか続かないこともある。
前述の2つを含め、スヴァールバル諸島には Forlandet、 Indre Wijdefjorden、 Nordre Isfjorden、 Sassen-Bünsow Land、 Sør-Spitsbergenの計7ヵ所の国立公園が存在する。これに加え、鳥類保護区15ヵ所、ジオトピック保護区1ヵ所、そして自然保護区6ヵ所があり、なかでも北東スヴァールバル自然保護区と南東スヴァールバル自然保護区は前述のどの国立公園よりも大きい。大部分の自然保護区と3つの国立公園は1973年に定められ、残りの地域は2000年に保護された。また、1946年以前の人の痕跡はすべて自動的に保護される。保護区は諸島の65%を占めており、ノルウェーの世界遺産暫定リストに登録されている。なお、北東スヴァールバル自然保護区は1976年にユネスコの生物圏保護区に指定され、長らくノルウェー国内唯一のユネスコ生物圏保護区であったが、1997年にセビリア戦略に従い、域内の居住人口数が少なすぎるなどの理由により指定が解除された。 
2015年3月20日の日食にはスヴァールバル諸島とフェロー諸島のみが含まれており、多くの科学者や観光客が観察した。

### 地質
スヴァールバル諸島最古の岩層はHecla Hoek系と呼ばれる先カンブリア時代からオルドビス紀にかけての基盤岩で、スピッツベルゲン島の西海岸と北東部、北東島北部、ビュルネイ島南部で見られる。なかでもスピッツベルゲン島北西部に見られるジルコン鉱は32億年前に遡る。およそ17億年、10億年、6億年前に造山運動があったが、山脈そのものは浸食により太古の昔に失われ、現在はその深部岩石が痕跡として残っているのみである。カンブリア紀、オルドビス紀の石灰岩層からはイアペトゥス海に生息していた三葉虫やフデイシといった無脊椎動物の化石が出る。
シルル紀になるとローレンシア大陸とバルティカ大陸が衝突しユーラメリカ大陸が生じた。その影響で、この時期より古い岩石はみな変成作用を受けている。スヴァールバル諸島の最高峰Newtontoppenはシルル紀後期に貫入した花崗岩でできている。古地磁気学によれば、この頃スヴァールバル周辺は赤道近辺にあった。
デボン紀には乾燥していたが、石炭紀に入ると熱帯雨林のような気候になる。石炭紀の堆積層はスピッツベルゲン島中央部に分布しており、そこに含まれる石炭層をロシア人らが採鉱していたのがピラミーデンの炭鉱跡である。ペルム紀には浅い海面下にあり、地層は石膏、硬石膏、苦灰岩などからなる。
中生代には北緯45°から65°に達する。地球全体が温暖であったために海面が上昇しており、主として浅い海面下にあったため、アンモナイトなどの軟体動物や魚竜・首長竜の化石が出る。1973年にKong Karls Landで見付かったプレシオサウルスの化石は、食餌の軟体動物や植物などが体内に残った状態で発見されたことで話題を呼んだ。白亜紀ごろになると地上にあった期間も多くなり、イグアノドンやアロサウルスのような陸生恐竜の化石が出ている。白亜紀後期になると隆起して地層記録が途切れる。
第三紀に入る頃、スヴァールバル一帯はグリーンランドと衝突し地殻運動が激しくなった。第三紀の地層はスピッツベルゲン島の中南部に広がっており、特に5500万年ほど前の暁新世から始新世へ移る時代は亜熱帯のような気候で植生が豊かであり、ここには多くの植物化石や石炭層が見出される。新第三紀になると、高緯度帯に到達したことと地球全体の寒冷化により、スヴァールバル一帯の気候も寒冷化する。第四紀になると氷河が覆い現在の地形を作り出すことになるが、氷食作用によって地層記録は失われている。
現在スピッツベルゲン島東南部Heer Land地方と北東島北西部に地震活動の活発な地域があり、2008年2月21日未明、Heer Land地方沖を震源とするマグニチュード6.2の地震が、翌年3月6日にはマグニチュード6.5の地震が発生。これらはノルウェーの観測史上最大の地震であったが、損害などは報告されていない。
スヴァールバル諸島は将来は北東へ移動し、5000万年ほどで北極点近くに到達すると考えられる。

## 歴史

### 発見

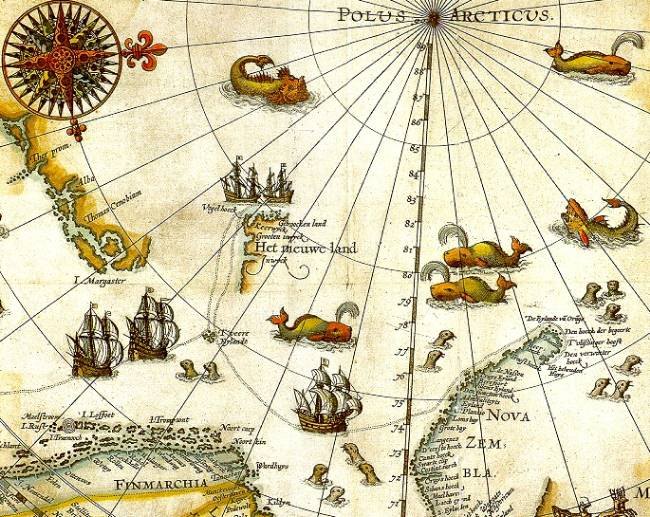
(中左) Het Nieuwe Land と示してあるのはスヴァールバル諸島。ウィレム・バレンツ探検隊が初めて地図上に記録（1599年、部分）

大航海時代、ヨーロッパ人にとって未踏の北極海にオランダの探検隊がわけいり、初めて地図を作製したとされる地域がスヴァールバル諸島とヤンマイエン島である。

スヴァールバル諸島は1596年に北東航路を求めるオランダ人探検家のウィレム・バレンツが発見し、主な島の西海岸の眺望からSpitsbergen スピッツベルゲン（「尖った山々」の意）と名付けた。それまでグリーンランド一帯は長くヨーロッパ本土に接続すると考えられており、バレンツが地図に記した地名はHet Nieuwe Land（「新発見の地」）であり、ほかにも複数ある島々は認識していなかったと考えられる。「スピッツベルゲン」という地名は現在は最大の島1島のみを指すものの、ながく主島と周辺の島々を合わせた諸島の両方に用いられることとなる。12世紀アイスランドのヴァイキングはSvalbarði（「冷たい岸」の意）という地名を文献『植民の書』（Landnámabók）に残しているが、これはヤンマイエン島あるいはグリーンランド東部の可能性も高い。ノース人は島々で釣りや狩猟をしていたと考えられる。またポモールたちが16世紀前半には入植していたともいわれるが、確たる証拠は17世紀後半になるまで存在しない。
スヴァールバルの島に着岸したもっとも古い記録はイングランドの船が1604年、ビュルネイ島で行ったセイウチ狩りとされ、引き続いて毎年島々を探る船が現れると1611年にスピッツベルゲン島にホッキョククジラの捕鯨基地がおかれることになる。やがて会社同士が覇権を争い、国が乗り出して他国の船団を力づくで排除しようとする動きへとつながっていく。

### 捕鯨時代

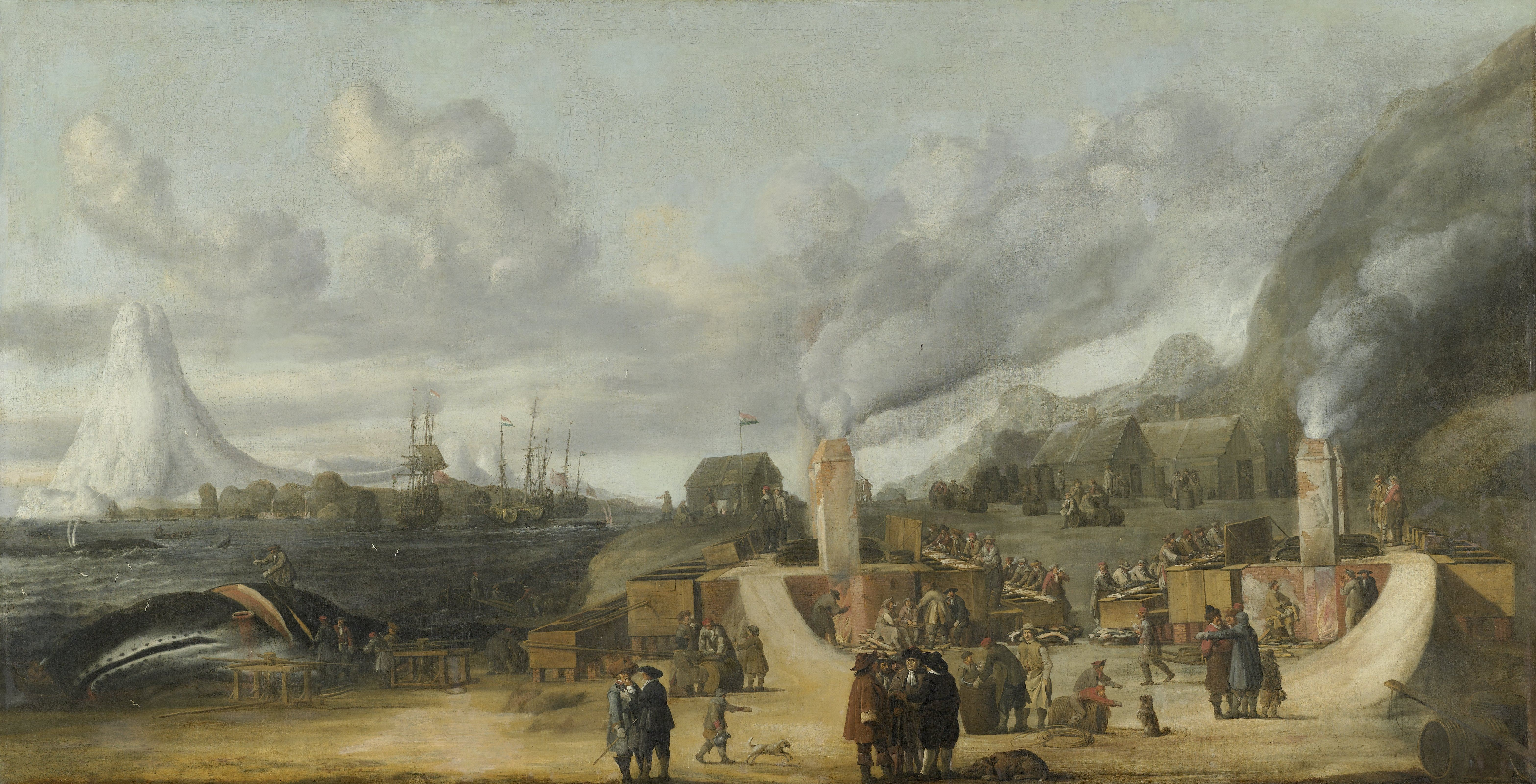
アムステルダム商工会議所北方会社（オランダ）は1619年、大規模な捕鯨基地第1号をスミアレンバーグ（英語版）に開設 (コルネリス・デ・マン 作、1639年）

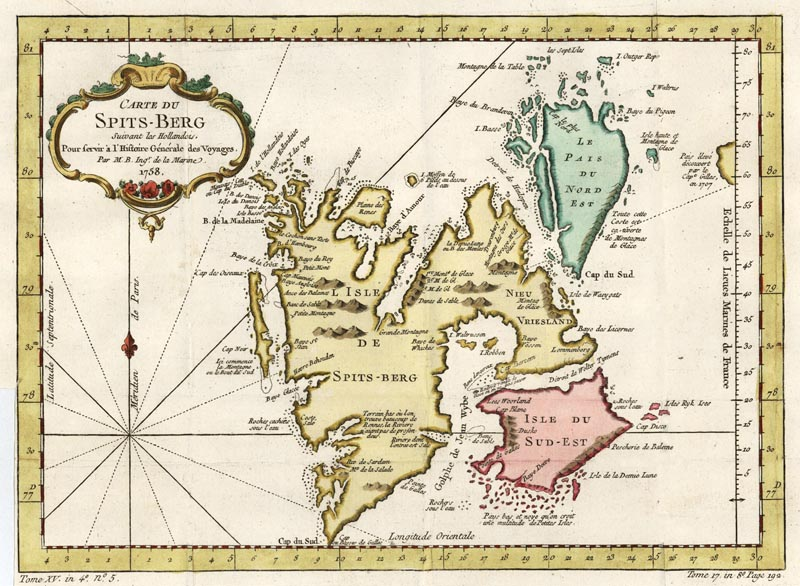
1758年の地図

1610年にイギリス人捕鯨家Jonas Pooleが遠征し鯨が豊富にいることを報告すると、1612年にはオランダ、バスク地方、1613年にフランス、1617年にはデンマークが捕鯨隊を送り、主に沿岸でホッキョククジラを捕らえた。スピッツベルゲン島西岸に鯨油をとる小規模な基地がいくつも設けられ、冬季は無人であったが1630年代には越冬する者が現れる反面、母国の近海で捕鯨をするようになり、鯨油の加工は港に戻って行うようになったため、西岸の基地は1670年までに放棄された。スヴァールバル近海での捕鯨はオランダ人などが続けており、1663年にオランダの捕鯨船とフランスの軍艦が捕鯨権をめぐって海戦を行い、1707年にはオランダの捕鯨家Cornelis Gilesが初めて諸島を周回航海した。他にドイツ、ベルギー、ノルウェー、スウェーデンなどが捕鯨遠征隊を送っている。
1820年代にいたり、オランダ、イギリス、デンマークがいずれもクジラを求めて北極海の他の地域に散っていくと、スピッツベルゲン島を基地にする捕鯨は下火になる。17世紀後半に現れたロシア人は早くから越冬し、ホッキョクグマやキツネなどを集中して狩猟する。
英露戦争が1809年に終結すると周辺でロシア勢の活動は衰え始め、1820年代には姿を見かけなくなった。ノルウェー勢はセイウチ中心の狩猟を1790年代から続けており、ごく初期にノルウェーからスピッツベルゲン島に入ったのはハンメルフェストあたりの沿岸サーミ人とされ、1795年のロシア探検隊にも案内人として雇われた。ノルウェー勢の捕鯨基地もロシア勢とほぼ同時期に放棄されたが、スピッツベルゲン島近海の捕鯨そのものは1830年代まで、ビュルネイ島周辺では1860年代まで続く。
1872年の冬にノルウェー人狩猟者17名が死亡するスヴェンスクフーセットの悲劇が起きている。捕鯨家と同様、狩猟者、探検家、科学者たちはほとんど沿岸部しか訪れなかったため、内陸部については1896年にMartin Conwayと科学者たちがスピッツベルゲン島を横断するまでほとんど不明のままだった。

### ノルウェー領
ノルウェーはスウェーデンと連合国家（同君連合）であった1871年にスヴァールバル諸島の自国領化を図り、スウェーデンはこれを支持して積極的に国際活動を行って領有権を認めさせようと努めた。もともと本国が北極海に面していないスウェーデンがスヴァールバル諸島の領有権を主張するには無理があり、ノルウェーの領有権が設定できるとそれを介して領有できたが、当時のノルウェー政府は共同領有には積極的ではなかった。これは「スヴァールバル諸島を実効支配した場合、その出費がかさんで国家資産を圧迫しないか」、あるいは「改めて領有宣言をすると他国も領有権を主張しはじめ、揉め事にならないか」という懸念が理由であった。こうした経緯のためか、スウェーデンは1905年のノルウェー独立に際して、スヴァールバル諸島のノルウェー領化に反対している。
北極圏観光の目的地としてスヴァールバル諸島が注目される遠因は1890年代で、石炭鉱床が発見されると島は北極探検（英語版）の拠点と化する。まずノルウェー人の採掘が1899年に始まるのはバレンツブルクとロングイェールビーンの面するフィヨルド沿い (Isfjorden) で、1904年にイギリス勢がアドベント湾（英語）に定着して通年の操業を開始、アメリカ勢はロングイェールビーンで1908年に生産にかかる。第一次大戦下、大半のノルウェー企業と同様、ストーレノシュケ（SNSK、英語版）は買収したアメリカ企業を核に1916年に地位を確立する。
諸島に主権を確立するかどうか議論が1910年代に始まり、第一次大戦で中断、1920年2月9日、パリ講和会議に続きスヴァールバル条約の署名によりノルウェーに完全な主権が付与され、同時にすべての署名国は漁業、狩猟および鉱物資源に平等な権利を得る。この条約締結を受け、群島を法的に規制するスヴァールバル法（英語版）が1925年8月14日に発効、初代知事ヨハネス・ゲルケンズ・バッソ（ Johannes Gerckens Bassøe英語版）が就任する。ノルウェーはそれまでスピッツベルゲンと呼ばれた諸島名を「スヴァールバル諸島」に、また1920年代に別称「西スピッツベルゲン島」が付いた主島の呼称は「スピッツベルゲン島」と定める。
ただしクヴィト島、コングカルルス諸島とホーペン島、ビョルン島はスッピツベルゲン諸島に含まない。ロシア帝国時代は伝統的に「フルマント島」（Грумант）と呼びならわしてきたが、ソビエト連邦は「スピッツベルゲン」(Шпицберген) を取り入れ、証拠はないがロシア人こそ島々を最初に発見したという主張を通そうとした。1928年、イタリアの探検家ウンベルト・ノビレ以下飛行船「イタリア号」の乗員乗客がフォイン島（英語版）沖の海氷に不時着し、スヴァールバル諸島は各国が参加する国際的な救助活動の舞台として、にわかに脚光を浴びた。
こうして19世紀末までは無人島だったスピッツベルゲン島は20世紀に石炭採掘の島となり、外国企業が進出し定住者が生まれた。それに伴うように採掘権争いや労働争議などが起こると法的統治を求め、1920年にスヴァールバル条約が結ばれる。ノルウェーの主権承認は、スウェーデンや日本を含むスヴァールバル条約締結国の国民の自由な経済活動を認めることと両立すると規定され、ロシア革命で誕生したソビエト連邦も1924年に条約に参加、スピッツベルゲン島に進出した。

### 第二次世界大戦

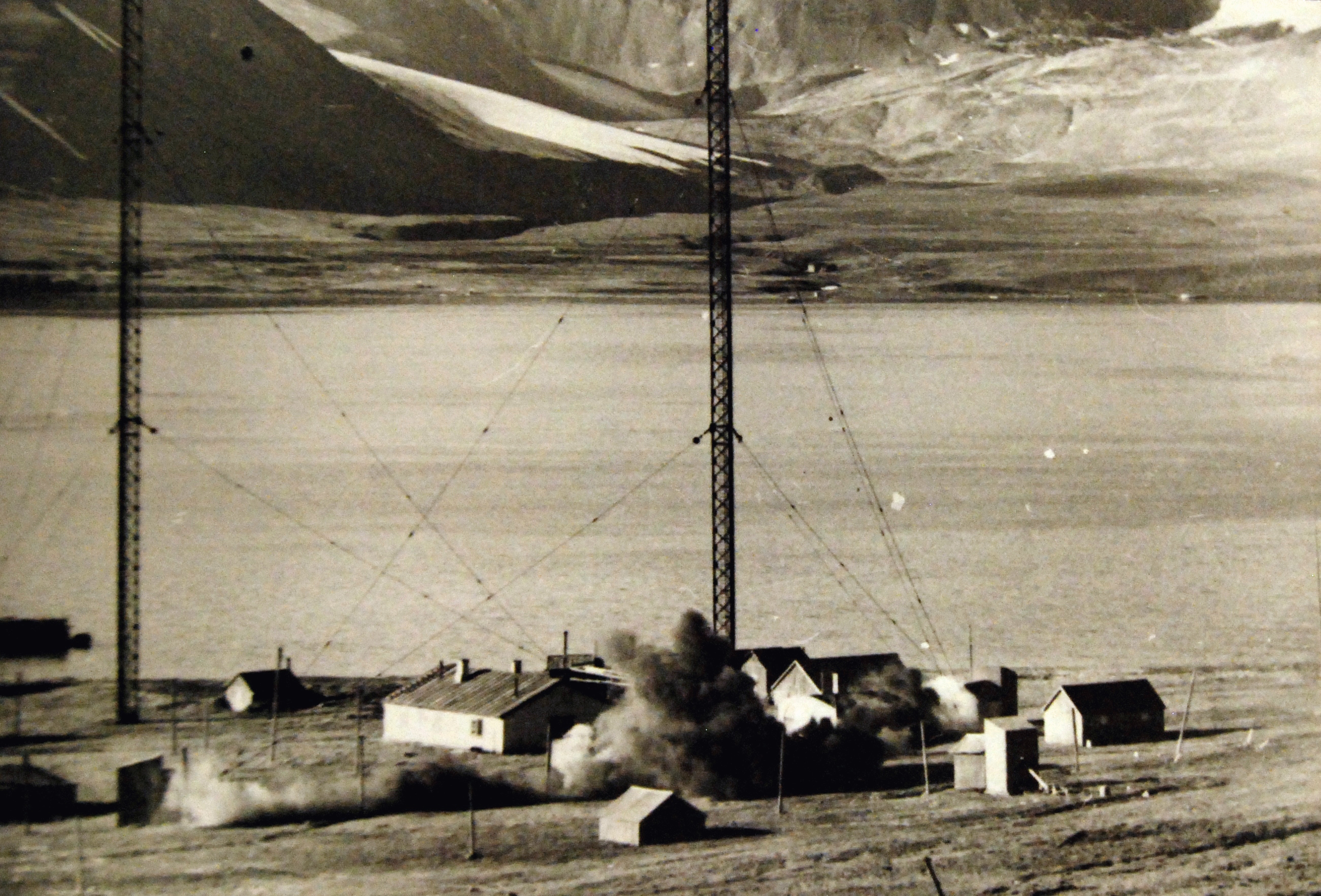
無線基地の爆破 （ゴーントレット作戦、1941年）

イギリスとドイツはスヴァールバル諸島を「Spitzbergen」諸島と呼んでいた。第二次世界大戦勃発時、4月にヴェーザー演習作戦でドイツがノルウェーに侵攻しても、島々にはノルウェー人900名とロシア人2000名が暮らし、1941年夏時点で気象観測や採炭に通常どおり携わっていた。しかしナチス・ドイツが1941年6月22日にソ連を攻撃（独ソ戦）したため、7月31日に連合国軍は全ての炭鉱に防衛隊を配置した。ソ連北部向けに援助物資を輸送するイギリスの護送船団はスヴァールバル諸島とノルウェーの間を通過することになり、スヴァールバルは戦略上の重要拠点となったのである。連合国軍は当初スピッツベルゲン島を占拠する計画だったが妥当性が低いと判断、冬が近づいたため測候所や炭鉱の施設を破壊し、労働者たちを避難させるゴーントレット作戦が実行された。
連合軍が撤収前に気象観測地点を破壊した行動に対して、ドイツ軍は1941年10月に自前の測候所を建て暗号名「"Banso"」と名付ける。翌11月にこれはイギリス軍艦4隻の攻撃に遭い、いったん撤収はするものの同年中に再開している。2番目の測候所「クノスペル」（Knospel）は1941年にニーオーレスンに設置され1942年まで残った。1942年5月にフリサム作戦で敵の部隊が到着すると、ドイツ軍はBanso部隊に撤収を命じる。
翌1942年春に自由ノルウェー軍はロングイェールビーンの炭鉱を再開させるフリサム作戦を実行したが、バレンツブルク沖でドイツの爆撃機に沈められてしまう。この作戦の指揮をとった炭鉱の元社長アイナル・スヴェルドルップ中佐以下、参加者の多くはかつての炭鉱労働者で、中佐ほか12名が爆撃により戦死、70名はバレンツブルクで越冬し翌1942年7月にようやく救出された。連合国軍は増援部隊を送り172名が駐留する。
ドイツ海軍は1943年9月シチリア作戦を実行。戦艦ティルピッツ、シャルンホルスト、駆逐艦9隻から砲撃を行いスピッツベルゲン島を9月6日から9日まで占拠したが、連合国軍が奪回している。これ以外にも、スヴァールバル諸島の沖では援ソ船団とそれを狙うドイツ海空軍で激戦が繰り返された（第二次世界大戦中の北極海における輸送船団を参照）。
1944年9月、ドイツ海軍は北東島に気象観測隊を送り込み、秘密裏に測候所を設置して気象情報の収集を行った（ハウデーゲン作戦）。ドイツが降伏した1945年5月以降も測候所員は活動を続け、9月4日にノルウェー当局がアザラシ漁船を差し向けると投降する。ハウデーゲン観測隊の隊員11名は、第二次世界大戦で最後に降伏したドイツ兵とされる。
終戦後、ソ連軍はスヴァールバル諸島の共同統治と防衛協定をノルウェーに働きかける。ノルウェーは1947年これを拒否、その2年後、北大西洋条約機構（NATO）に加盟する。その後もソ連は諸島内で民間人の活動を活発に続けさせており、島々がNATOに利用されないよう、抑止効果を狙ったとされる。

### 戦後から現在まで
大戦後のノルウェーはロングイェールビーンやニーオーレスンにて炭鉱の操業を再開し、ソ連側もバレンツブルクやピラミーデン、グルマントにて採炭を始めた。しかしニーオーレスンの鉱山では1945年–1954年と1960年–1963年の操業期間に死者計71名の事故が発生、特に1962年に作業員21名が死亡したキングス・ベイ事件は第3次ゲルハードセン内閣を退陣に追い込んだ。1964年以降のニーオーレスンは研究の最前線となり、欧州宇宙研究機構の施設が建てられた。1963年–1984年には石油の試掘も実施されたが、商業的に見合う油田は見つからなかった。
1960年に定期チャーター便がノルウェー本土からホテルネセトの飛行場まで就航すると、1975年にはスヴァールバル空港にて通年運航が開始された。
冷戦時代のスヴァールバル諸島はソ連人が4,000人弱と人口のおよそ3分の2を占めた（残りはノルウェー人）。しかしそれ以降の活動は大幅に減少し、1990年時点に約2,500人、2010年には450人ほどにまで落ち込んだ。グルマントの鉱山は1962年に枯渇し閉鎖され、ピラミーデンも1998年に閉山した。バレンツブルクからの石炭輸出は2006年の火災により一時は中断、2010年に再開された。ロシア人のコミュニティにおいては、オペラフェレットにて141名が死亡したヴヌーコヴォ航空2801便墜落事故と、バレンツブルクのヘリポートにて3名が死亡したヘリ墜落事故といった2件の航空事故が起きた。

### 極地研究都市への転換
ロングイェールビーンは純粋な産業城下町の姿を保ち、インフラ整備や文化、教育サービスの公益事業を担ったのも公営企業ストーレノシュケ（SNSK ノルウェー語: en:Store Norske Spitsbergen Kulkompani）の1部門Svalbard Samfunnsdrift（1989年創設）で、たとえば住民の利用する幼稚園の整備や小中高校教育を進めてきた。高等教育の権限の一部をノルウェー政府教育省に移すと1993年に直轄株式所有法人としてスバルバール大学（UNIS）が開かれ、地域の科学研究促進の拠点ができた。

### 観光産業
ロングイェールビーンの町としての運営は1971年からスヴァールバル協議会（Svalbard Council）が担っており、代表17名に占める3つのセクターの代表格はストーレノシュケ社（SNSK）であるように、20世紀後半は鉱業中心に経済を回してきた。やがて1990年代を通して観光業が大きく成長し、それまでの鉱業系とは別個の経済発展の道筋をつけた。協議会は2002年1月1日付で法人化され、ロングイェールビーン地域評議会が成立した。

## 住民

### 人口
スヴァールバルの人口は2,667人（2016年時点）で、そのうちロシア人とウクライナ人が423人、ポーランド人10人、その他の外国籍住民322人がノルウェーの居留地で生活している。2005年時点のロングイェールビーン住民のうちノルウェー以外の国籍は、多い順にロシア、ウクライナ、ポーランド、ドイツ、スウェーデン、デンマーク、タイであった。

### 居留地

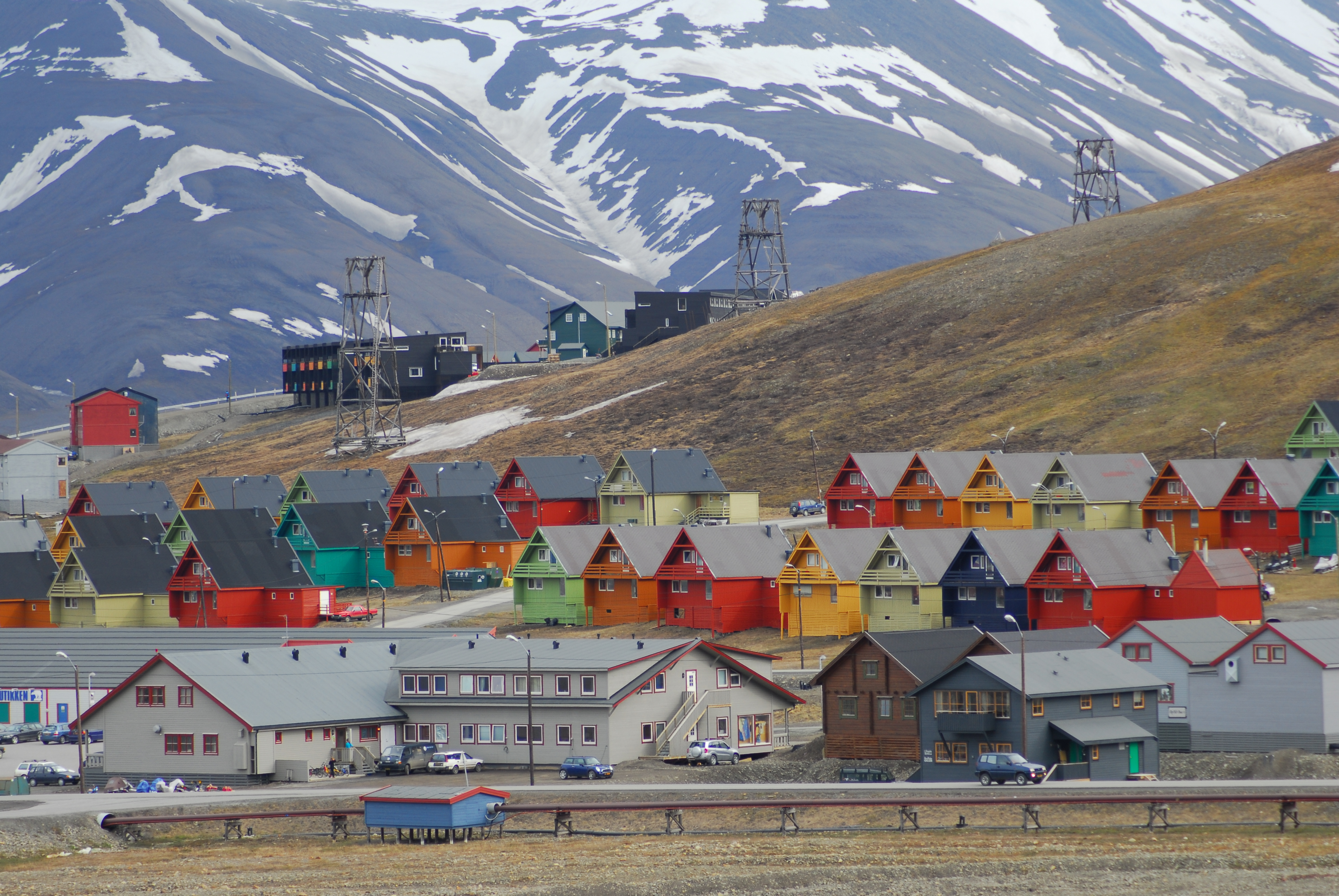
ロングイェールビーンの社宅

ロングイェールビーンはスヴァールバル諸島最大の居留地かつ知事の所在地であり、唯一の法人化された町である。町には病院、小中学校、大学、プールのあるスポーツセンター、文化センター、図書館や映画館のほか、路線バス、ホテル、銀行、複数の博物館などがあり、スヴァールバルポステンという週刊紙も発行している。町に残された採炭はごくわずかで、従業員は毎週、ストーレノシュケ社が鉱山を経営するスヴェアグルーヴァに通勤しており、ロングイェールビーンはまるでベッドタウンのようである。
ニーオーレスンは科学研究を行う定住地である。かつては鉱山町であったが、今でもノルウェーの国有企業キングス・ベイ (企業)によって運営される企業町である。観光資源もあるが、科学研究への影響を最小限に抑えるためノルウェー当局が立ち入りを制限している。35人の冬季人口に対し、夏季人口は180人を数える。ノルウェー気象研究所は時季を限定して居住可能な観測所をビュルネイ島とホーペン島に設け、それぞれ10人と4人を配置している。ポーランドは10人の永住者がポーランド極地基地をホルンスンにて運営している。
バレンツブルクは、ピラミーデンが1998年に閉山後、唯一の恒久的なロシア人居留地である。全施設をアルクティクゴル社が保有する企業町でもあり、同社は鉱山設備に加えてホテルと土産物店を開き、ロングイェールビーンからの旅行者やハイキングに来た観光客へサービスを提供している。町には学校、図書館、スポーツセンター、公民館、プール、農場、温室などの施設がある。ピラミーデンにも同様の施設があり、どちらも第二次大戦後の典型的なソ連建築の様式で、世界最北の2つのレーニン像ほか、社会主義リアリズム芸術が見られる。2013年時点でほぼすたれたピラミーデンには社会インフラの維持要員として、また観光客向けに再開したホテル従業員がわずかに配置されている。

### 宗教
人口のほとんどはキリスト教徒でありノルウェー国教会に属している。同諸島のカトリック教徒には、en:Roman Catholic Territorial Prelature of Tromsøが神父として仕えている。

### スポーツ
スヴァールバル諸島ではサッカーが最も人気のスポーツであり、3つのサッカー場（うち1つはバレンツブルク）を有するが、人口が少ないためスタジアムはない。しかし、フットサルをはじめとする各種スポーツのための屋内ホールがある。

### 教育
ロングイェールビーン学校は6歳–18歳の生徒が通学する世界最北の学校である。子どもが16歳–17歳になる頃、ほとんどの家庭はノルウェー本土へ移住する。バレンツブルクにはロシア人コミュニティのための独自の学校があるが、2014年までに教師は3人になり福祉基金は減少した。1998年以前にはピラミーデンの生徒の教育も担っていた。
ロングイェールビーンには学位認定をしない世界最北の高等教育機関としてスバルバール大学（UNIS）もある。

## 政治

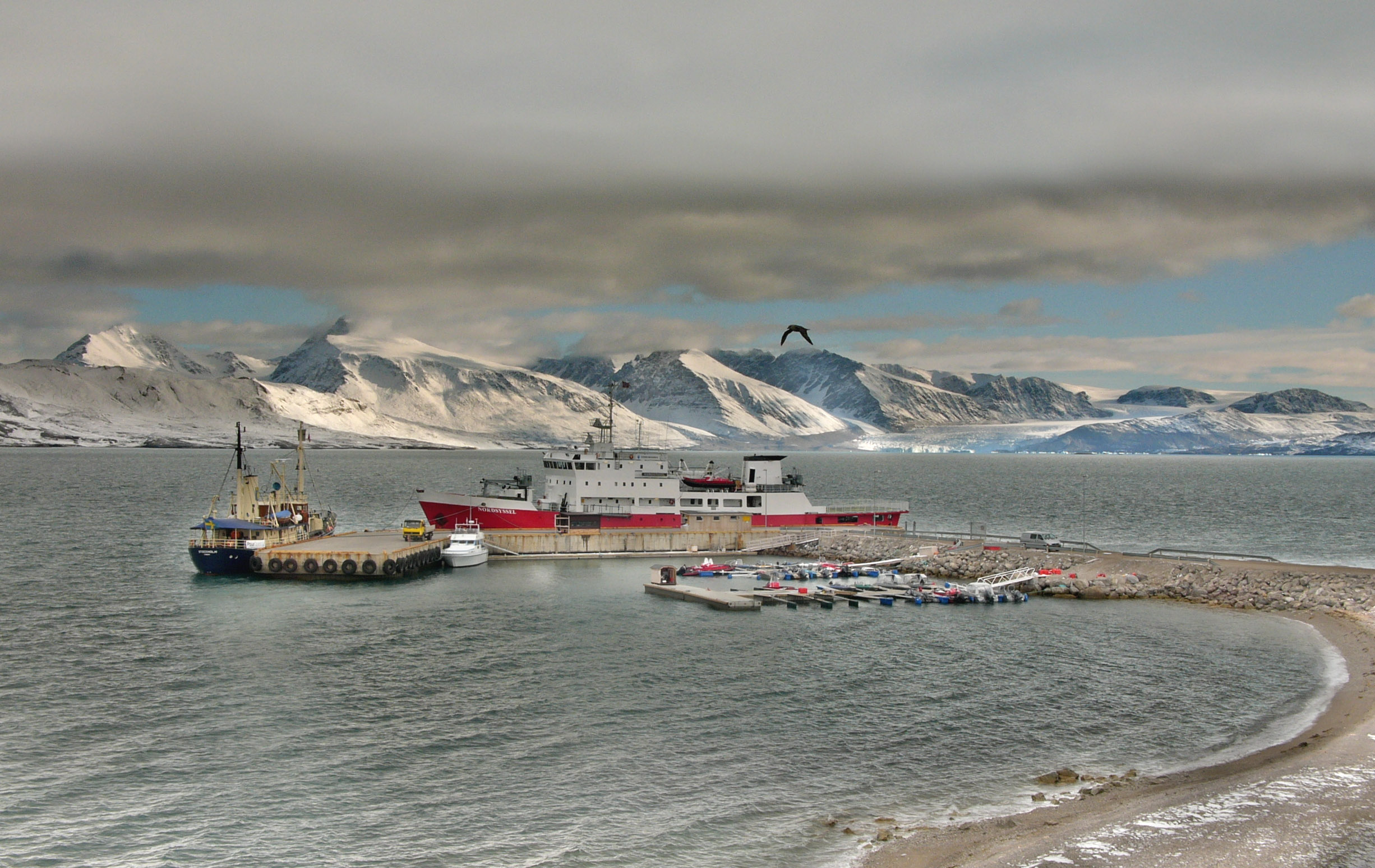
ニーオーレスンに停泊する知事用の大型船 MS Nordsyssel。

1920年に署名されたスヴァールバル条約により、同諸島に対するノルウェーの完全な主権が確立された。スヴァールバル諸島はノルウェーの南極領とは異なり、ノルウェー王国の一部であり、海外領土ではない。この条約はスヴァールバル法を受けて1925年に発効した。条約の40の加盟国はすべてノルウェーの法律が適用されるが、同諸島での商業活動を差別されることなく実行する権利を有する。条約はノルウェーの徴税権を諸島内の金融サービスにおける権利に限定しているため、スヴァールバル諸島はノルウェー本土よりも所得税が低く、付加価値税はない。同諸島には、コンプライアンスを確保するための別の予算がある。また、軍事施設の設置を禁じている非武装地帯でもある。条約はノルウェー政府による自然環境の保護を定めているため、ノルウェーの軍事活動はノルウェー沿岸警備隊による漁業監視に限定されている。外国人の入国に制限はなく、ビザも必要ない。
スヴァールバル法はスヴァールバル知事（ノルウェー語: Sysselmannen）の制度を定めたが、これは知事と警察長の両方の責務を負い、行政部門から与えられた他の権限も有する。知事の職務には環境政策、家族法、法執行、捜索救難、観光管理、情報サービス、外国人居留地との接触、海上調査や司法審査の一部分野における審査などが含まれる。ただし、警察としての役割を果たすことはない。2015年からは26名の専門家の補佐のもと、 Kjerstin Askholtが知事に就いている。知事職はノルウェー司法公安省の傘下にあるが、その業務範囲内の事項については他の省庁に報告される。
2002年以来、ロングイェールビーン地域評議会は公益事業、教育、文化施設、消防署、道路、港湾などにおいて、自治体と同じ多くの責任を担ってきた。介護または看護サービスはなく、生活保護も受けることはできない。ノルウェーの住民は本土の自治体を通じて年金と医療の権利を有している。スヴァールバル諸島の病院は北ノルウェー大学病院の一部であり、空港は国有企業のAvinorによって運営されている。ニーオーレスンとバレンツブルクは現在も企業町であり、町のインフラはすべてキングス・ベイとアルクティクゴルがそれぞれ所有している。スヴァールバル諸島に事務所を置く他の組織などは、ノルウェー鉱業理事会、ノルウェー極地研究所、ノルウェー税務管理局、そしてノルウェー国教会である。司法面においては、トロムソにあるノルド・トロムス地方裁判所およびハロガランド控訴裁判所の管轄である。
ノルウェーは欧州経済領域（EEA）およびシェンゲン協定に加盟しているものの、スヴァールバル諸島はこれらの対象地域から除外されている。EU外や北欧外の国籍を有する場合、スヴァールバル居住者はシェンゲン・ビザを必要としないが、このビザを持たずノルウェー本土からスヴァールバル諸島へ向かうことは禁止されている。収入源のない人は知事に滞在を拒否される一方、スヴァールバル行きのビザや滞在許可は必要ない。スヴァールバル条約は条約加盟国にノルウェー国民と同等の居住権を認め、スヴァールバル諸島では国籍を問わず、誰もが無期限に生活し働くことができる。「スヴァールバル入域拒絶および追放に関する規則」（Regulations concerning rejection and expulsion from Svalbard）は発効済みであるが、これまでのところ条約を締結していない国の国民もビザなしで入国できる。また、ロシアはバレンツブルクに領事館を置いている。
2010年9月、スヴァールバル諸島とノヴァヤゼムリャの国境を画定する条約が、ロシアとノルウェーの間で結ばれた。北極における石油探査への関心が高まるにつれて論争の行方に注目が集まり、合意はスヴァールバル諸島の相対的位置を考慮に入れ、単にノルウェーとロシアの大陸国境の北上に基づいたのではない。

## 経済

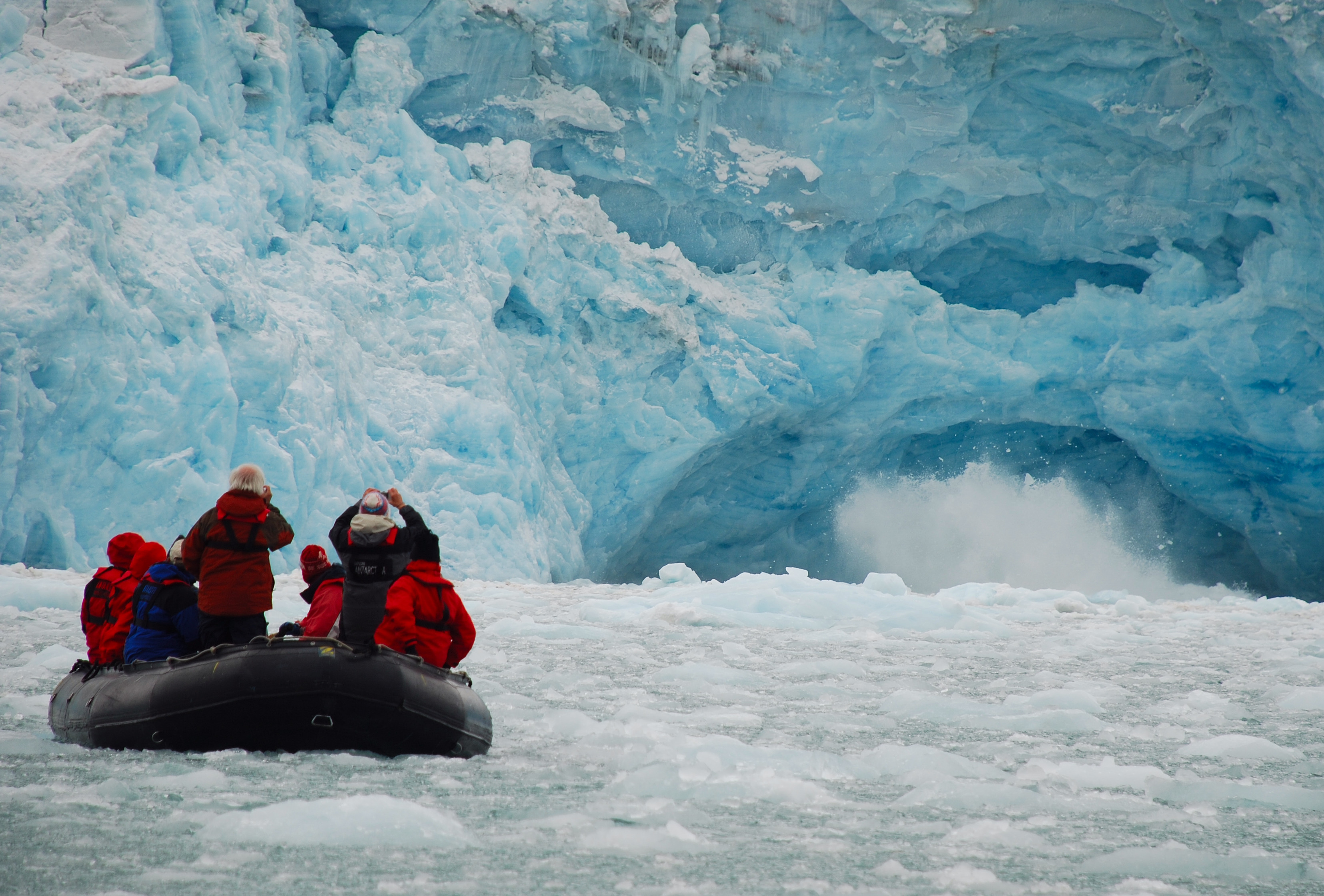
氷河を眺める観光客

スヴァールバル諸島における三大産業は採炭、観光、そして研究である。2011年時点では、鉱業分野で484人、観光分野で211人、教育分野で111人が働いていた。同年の収益は鉱業が20億800万クローネ（2億2,779万1,078米ドル）、観光は3億1,700万クローネ（3,596万7,202米ドル）、研究は1億4200万クローネ（1,609万8,404米ドル）であった。2006年時点の経済活動に従事する人々の平均収入は、ノルウェー本土より23%高い49万4,700クローネであった。ほとんどすべての住戸はさまざまな雇用主や機関が所有する従業員住宅であり、個人所有のものはごく限られるうえ、その多くがレジャー用のキャビンである。こういう背景により、スヴァールバルではきちんとした組織に勤めないと生活はほぼ不可能である。
20世紀初頭のスヴァールバル再定住以降、石炭採掘は主要な経済活動となっている。ノルウェー貿易産業省の下部組織であるストーレノシュケ社は、スヴェアグルーヴァにあるスヴェア・ノルド社とロングイェールビーンのマイン・セブン社を経営し、前者は2008年の生産高340万トン、後者の生産量の35%はロングイェールビーン発電所の燃料として使用される。2007年以降はバレンツブルクでのアルクティクゴルによる大規模な採炭は行われていない。これまで陸上での石油の試掘は実施されてきたが、恒久的な操業に充分な結果が得られなかった。ノルウェー当局は環境上の理由から沖合での採油活動を許可しておらず、以前に試掘された土地は自然保護区または国立公園として保護されているが、2011年にはスヴァールバル沖での石油・ガス資源開発に関する20ヵ年計画が発表された。
スヴァールバル諸島は歴史的に捕鯨と漁業の基地でもあった。ノルウェーは1977年に、諸島の周囲200海里（370 km）の排他的経済水域（EEZ）をしたが200海里以内に3万1,688 km2の領海と77万565 km2のEEZが含まれていた。ノルウェーはその水域での漁業制限政策を維持しており、ロシアはその主張に異議を唱えている。観光業はその自然環境に焦点を当て、ロングイェールビーンを中心にハイキング、カヤック、氷河洞窟の散策、スノーモービルや犬ぞり探検などのサービスを提供している。また、クルーズ客船は外洋航路の船舶による寄港とスヴァールバルから出航および帰航する遠洋航海の両方を含め、交通量のかなりの割合を占める。海上交通は3月から8月の間に集中しており、1991年から2008年の夜間寄港は5倍に伸び、およそ9万3,000人が宿泊した。
スヴァールバル諸島における学術研究は、高緯度北極に最も近いロングイェールビーンとニーオーレスンが中心である。スヴァールバル条約はどの国に対しても同諸島での調査研究を許可しており、ポーランド極地基地や中国の北極黄河基地のほか、バレンツブルクにもロシアの施設がある。ロングイェールビーンにあるスバルバール大学は、さまざまな北極科学、特に生物学、地質学、地球物理学の学生350人に学部や大学院課程を提供している。学生にはノルウェー本土でなら受けられるが遠隔地のため機会がない学習に補習コースを設け、学費は無料。講義は英語で実施され、学生はノルウェー人も外国人も平等に参加している。
スヴァールバル世界種子貯蔵庫は、世界のできる限り多くの作物品種とその野生の近縁種の種子を保管するための種子銀行である。ノルウェー政府とグローバル作物多様性トラストの協力により、貯蔵庫はロングイェールビーン付近の岩を切り込み、自然の状態でマイナス6℃に保たれ、内部の種子はマイナス18℃で冷凍されている。
また、同諸島とハーシュタを結ぶ1,440キロの光ケーブルであるスヴァールバル海底ケーブルシステムは、ニーオーレスンにあるスヴァールバル衛星基地などの設備を介して極軌道の人工衛星と通信するために必要とされる。
2015年までのクルーズ客船は同諸島にとって収入源のひとつであったものの、不毛だが絵のように美しいマグダレナフィヨルドに近いニーオーレスンのような小さな居留地に、多数のクルーズ船乗客が突如上陸することをノルウェー政府は懸念するようになった。大型船のサイズが大きくなると、通常は40人未満のコミュニティに最大2,000人が上陸する可能性もある。その結果、政府は寄港するクルーズ船の大きさを厳しく制限した。
失業は事実上禁止されており、福祉制度は存在しない。

## 交通

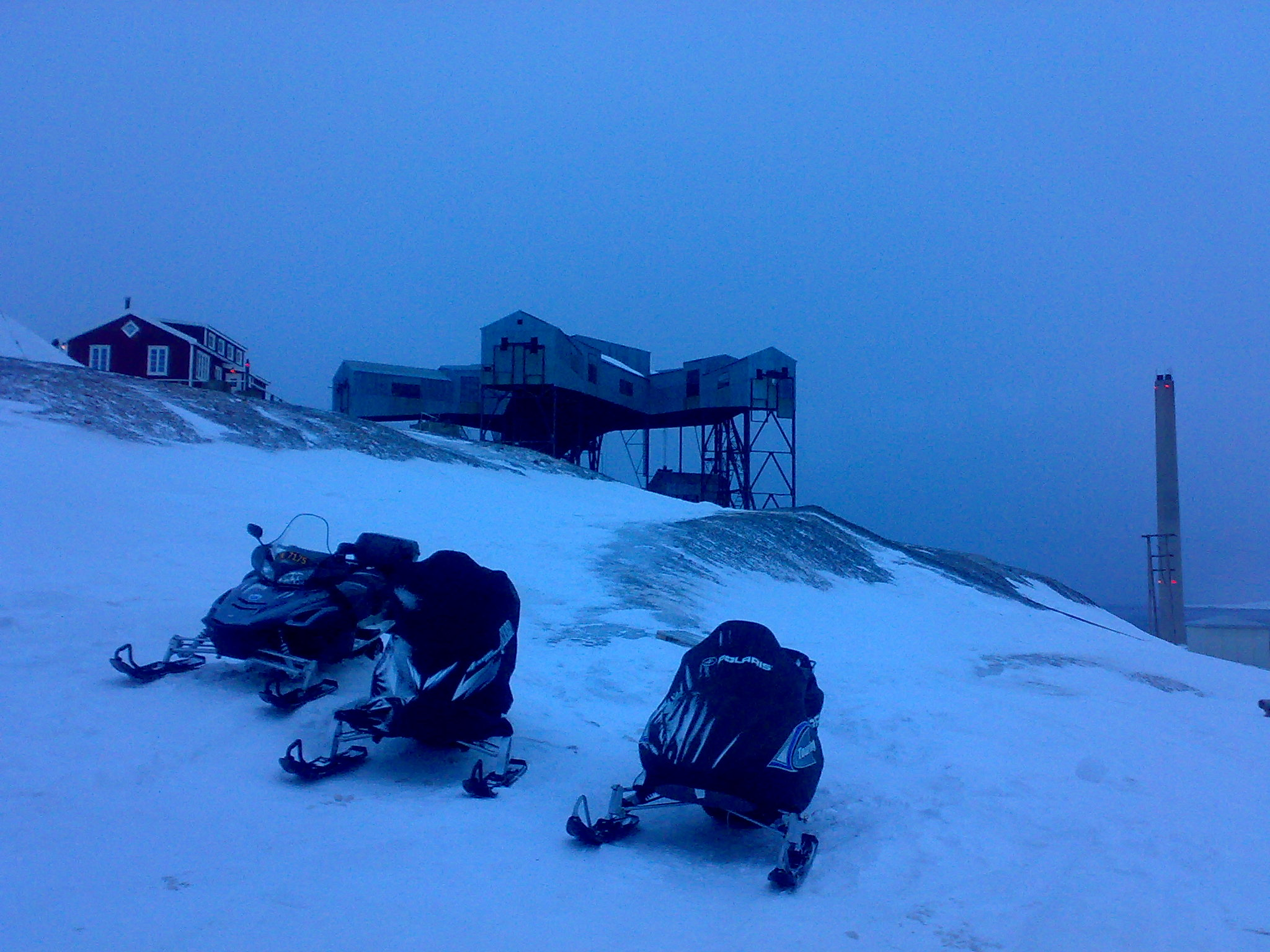
スヴァールバル諸島において、スノーモービルは重要な交通手段である。

ロングイェールビーン、バレンツブルク、ニーオーレスンにはそれぞれ道路網はあるが、互いには接続されていない。オフロードの自動車輸送は裸地では禁止されているが、スノーモービルは冬の間、商業活動とレクリエーションの両面において広く利用されている。ロングイェールビーンからバレンツブルク（約45キロ）とピラミーデン（約100キロ）への輸送は、冬季にはスノーモービルにて、あるいは通年利用される海路にて可能である。すべての居留地には港があり、ロングイェールビーンにはバス交通もある。
ロングイェールビーンから3キロの位置にあるスヴァールバル空港は、同諸島からの航空輸送を提供している唯一の空港であり、トロムソとオスロへはスカンジナビア航空が毎日運航している。格安航空会社のノルウェー・エアシャトルもオスロへ週3〜4日の間隔で運航しており、ロシアへの不定期チャーター便もある 。 フィンエアーは2016年6月1日〜8月27日にヘルシンキ便を週3回運航させると発表したが、ノルウェー当局はフィンランドとノルウェーの間の航空交通に関する1978年の二国間協定を理由に、この路線開設を許可しなかった。ロングイェールビーンからニーオーレスン空港およびスヴェア空港へは、ルフト・トランスポートがキングス・ベイ社やストーレノシュケ社向けの定期的な企業チャーター便を提供しているが、通常これらの路線は市民は利用できない。バレンツブルクとピラミーデンにはヘリポートがあり、知事がヘリコプターを頻繁に使用するほか、少数ながらアルクティクゴル社も使用する。